# Абутью
Абутью (пом. до 2280 р. до н.е. ) - єгипетська собака Абутью, ім'я якої також можна транскрибувати як Абутіу. Був одним з найбільш ранніх документально підтверджених домашніх тварин, ім'я яких відоме. Вважається, що він був царським собакою-охоронцем, який жив у Шостій династії (2345–2181 рр. До н. Е.) і був з почестями похований у некрополі Гізи за наказом фараона, ім'я якого невідоме.
Єгиптолог Джордж Е. Рейснер у жовтні 1935 р. віднайшов кам'яну брилу із переліком подарунків, подарованих фараоном для похорону Абутью. Вона, очевидно, була частиною сполії -- матеріалу, включеного в структуру мастаби (гробниця фараонської епохи) Шостої династії після знесення похоронної каплиці, що належала власнику Абуттіува, у якій спочатку був встановлений цей камінь. Являє собою пласку брилу з білого вапняку розміром 54,2 × 28,2 × 23,2 см (21,3 × 11,1 × 9,1 дюйма). Напис складається з десяти вертикальних рядів ієрогліфів, розділених вертикальними лініями.
Абутіу, схоже, був хортом, мисливською собакою легкої статури, схожою на ґрейгаунда, з прямостоячими вухами і закрученим хвостом. Гробниця, в якій було виявлено брилу, знаходиться на кладовищі G 2100 у Західному полі Гізи, недалеко від західної сторони Великої піраміди Гізи (Піраміда Хуфу/Хеопса).

## Цікаві факти
Геродот підтверджує, що в Стародавній Персії собаки були захищеними тваринами, що їх цінували протягом життя. За давніми греками, до собак у Стародавньому Єгипті ставилися з такою ж повагою, як і в Персії, і зазвичай муміфікувались після смерті, перш ніж поховати в сімейних гробницях. Стародавні єгиптяни та інші Близького Сходу вважали, що собаки є духовними істотами, схожими на людей, і їх "часто асоціювали з певними божествами і силами, якими вони володіють". У ряді ранніх династичних царських поховань містяться могили собак, поряд із жінками та слугами королівського господарства. Кладовище Ашкелон у Південному окрузі Ізраїлю - чи не найкраще задокументоване кладовище собак у стародавньому світі, але собачі мумії масово розкопувались у місцях по всьому Єгипту, включаючи Роду у Верхньому Єгипті, Фівах, Абідосі та поблизу Маґаги.
Стародавні єгиптяни муміфікували багато видів тварин, від котів та газелей до крокодилів, павуків та птахів. Зазвичай багато видів тварин після смерті вживаються як м'ясо, але навряд чи собаки були з'їдені. На рентгенограмах ексгумованих собак у стародавньому світі було виявлено, що процес муміфікації передбачав обгортання бальзамізованих кісток разом з бинтами та розміщення їх у дерев'яній статуї Анубіса, божество шакалу, пов’язане з муміфікацією та загробним життям у давньоєгипетській релігії.

## Відкриття
Єдине джерело, з якого відомий Абуттіув, - це кам'яна табличка з написом, яка, можливо, походила з похоронної каплиці власника собаки. Табличка, очевидно, була серед сполії, яку використовували для побудови ще однієї могили приблизно в 2280 році до н.е., мастабу шостої династії, після знесення каплиці. Він був відкритий 13 жовтня 1935 року єгиптологом Джорджем А. Рейснером під час спільної експедиції Музею образотворчих мистецтв Гарвардського університету та Бостона, а його було видалено через чотири дні.
Знахідку було зафіксовано головним фотографом експедиції Мохаммедані Ібрагімом, який взяв понад 9211 зображень великого формату скляних плит на експедиціях Рейснера. Зараз планшет зберігається в Єгипетському музеї в Каїрі (інвентарний номер JE 67573).
Ні могилу собаки, ні мумію не відновили. Гробниця, в якій було розкопано планшет, знаходиться на кладовищі G 2100 у Західному полі Гізи, недалеко від західної сторони Великої піраміди Гізи (Піраміда Хуфу / Хеопс). Таблетка з білого вапняку розміром 54,2 × 28,2 × 23,2 см (21,3 × 11,1 × 9,1 дюйма) і вписана десятьма вертикальними рядами ієрогліфів, відокремлених один від одного вертикальними лініями. Частина повідця видна в правому верхньому куті, що дозволяє припустити, що на планшеті було зображено зображення Абуттіу з його власником.
Текст напису, перекладений Рейснером, описує подарунки, пропоновані фараоном в данину на похороні Абуттіува:
Собака, яка була охоронцем Його Величності, Абуттіув - його звуть. Його Величність наказав поховати його (церемоніально), щоб йому дали труну з царської скарбниці, тонке полотно у великій кількості (та) пахощі. Його Величність (також) дав ароматизовану мазь і (наказав) щоб могила збудувала для нього банди масонів. Його Величність зробив це для нього для того, щоб він (собака) був заслужений (перед великим богом Анубісом).